# ArmaLite
ArmaLite або Armalite американська компанія з розробки вогнепальної зброї створена в середині 1950-х років в Голлівуді, штат Каліфорнія. Компанія припинила своє існування в 1980-х роках. Компанія була відновлена в 1996 році Марком Вестромом.
Ідея увійти в галузь вогнепальної зброї зацікавила тогочасного президента компанії Fairchild Engine and Airplane Corporation Річарда Буттеля, а тому 1 жовтня 1954 року з'явився підрозділ Fairchild під назвою ArmaLite. Їх перша конструкція, AR1 Parasniper 1952 року, мала склотекстолітову оснастку з наповнювачем з піноматеріалів та композитний ствол зі сталевим вкладишем в середині алюмінієвого кожуха. Гвинтівки мало використовували, але коли компанію запросили взяти участь у розробці зброї для екіпажів літаків, їхні гвинтівки AR-5 та AR-7 розроблені в 1956 році, стали серійними. Після цього компанію запросили взяти участь у розробці нової бойової гвинтівки для збройних сил США, результатом стала поява гвинтівки AR-10. Гвинтівка AR-10 програла конкурс 1957 року, але багато ідей було використано під час розробки меншої та легшої гвинтівки AR-15.
Втомившись від невдач на ринку, компанія Fairchild продала ліцензії на гвинтівки AR-10 та AR-15 компанії Colt, а гвинтівку AR-10 голландській компанії. Компанія Fairchild продала свою частку ArmaLite в 1962 році. Того ж року компанія Colt продала гвинтівку AR-15 Повітряним силам США для озброєння підрозділів захисту баз. Комерційні моделі були надіслані до спецпризу у В'єтнамі, які повідомляли про успішне використання зброї. Це призвело до того, що армія прийняла на озброєння гвинтівку в якості основної бойової гвинтівки в 1964 році. Офіційно позначена як Rifle, Caliber 5.56 mm, M16, вона залишилася основною бойовою гвинтівкою, у тому чи іншому вигляді, до жовтня 2016 року, проте, зараз розпочалася заміна іншими збройними системами, зокрема M27-IAR, і планується зняти їх з озброєння до середини 2030-х років. Гвинтівка була прийнята на озброєння багатьма країнами НАТО у 1980-х роках.
В подальшому ArmaLite домоглася успіху, особливо гвинтівкою ArmaLite AR-18. Цього було не достатньо, щоб компанія продовжувала роботу, тому на початку 1980-х років компанія припинила свою роботу. В 1996 році Марк Вестром придбав права та назву і відновив компанію ArmaLite, Inc., зі штаб-квартирою в Дженесіо, штат Іллінойс.
В 2013 році Вестром продав ArmaLite, Inc. Стратегічному корпусу озброєнь, який також є власником AWC Silencers, Surgeon Rifles, Nexus Ammo та McMillan Firearms. Стратегічний корпус озброєнь було створено з метою придбання та об'єднання ведучих команій-виробників зброї. В 2014 році президентом було призначено Томмі Такера. В 2015 році ArmaLite представила 18 нових продуктів,  в тому числі збройні платформи AR-10 та M-15. В середині 2018 року штаб-квартиру ArmaLite було перенесено до Фініксу, штат Аризона.

## Історія
ArmaLite була створена в якості концерну по розробці стрілецької зброї Джорджем Салліваном, патентним радником Lockheed Corporation та фінансувалася компанією Fairchild Engine and Airplane Corporation. Після придбання невеликого механічного цеху на бульварі Санта-Моніка 6567 в Голлівуді, штат Каліфорнія, Салліван найняв кількох робітників і розпочав роботу над прототипом легкої гвинтівки для виживання для екіпажів збитих літаків. 1 жовтня 1954 року компанію зареєстрували як Armalite Corporation і вона стала підрозділом компанії Fairchild. Через обмежені статки та невелику майстерню, ArmaLite ніколи не задумувалася над виробництвом зброї. ArmaLite була зосереджена на розробці концепції та конструкції стрілецької зброї для продажу або ліцензуванню іншим виробникам. Під час випробувань прототипу гвинтівки для виживання ArmaLite на місцевому стрілецькому полігоні, Салліван зустрів Юджиа Стоунера, талановитого винахідника стрілецької зброї, якого Салліван одразу найняв головним інженером компанії ArmaLite. Стоунер був морпіхом під час Другої світової і експертом по стрілецькій зброї. З початку 1950-х років, він працював на різних роботах створюючи прототипи зброї у вільний час. На той час ArmaLite Inc. була дуже невеликою організацією (наприкінці 1956 року разом зі Стоунером вона налічувала дев'ять осіб).
На чолі зі Стоунером, ArmaLite швидко реалізувала кілька цікавих концептів зброї. Першим концептом ArmaLite який пішов у серійне виробництво стала гвинтівка для виживання AR-5 під набій .22 Hornet.  AR-5 була прийнята на озброєння повітряних сил США під позначенням MA-1 Survival Rifle.
Пізніше було представлено цивільну гвинтівку для виживання AR-7, яка заряджалася набоями .22 Long Rifle. Самозарядну AR-7, як і AR-5, можна було розібрати, а деталі зберігати в прикладі. AR-7 зроблена зі сплавів і буде плавати на поверхні води, у розібраному або зібраному стані оскільки приклад заповнено пінопластом. Гвинтівку AR-7 та похідні від неї моделі випускало кілька компаній з часу представлення наприкінці 1950-х років. Зараз її випускає компанія Henry Repeating Arms з Байонни, штат Нью-Джерсі і гвинтівка є до сих пір популярною.
Більшість часу та інженерних зусиль в 1955 та 1956 роках компанія ArmaLite витратила на розробку прототипу, який перетворився на ArmaLite AR-10. Гвинтівка базувалася на четвертому прототипі Стоунера. Наприкінці 1956 та знов в 1957 роках амбідекстерна гвинтівка AR-10 проходила випробування в Спрингфілдському арсеналі, в якості заміни карабіна M1 Garand. Неперевірена AR-10 брала участь у конкурсі з двома іншими гвинтівками, Springfield Armory T-44, яка була оновленим карабіном M1 Garand, яка пізніше стала M14, та T-48, версією знаменитої бельгійської гвинтівки FN FAL.   T-44 та T-48 мали перевагу над AR-10 в кілька років у розробці та випробуваннях; крім того T-44 була власною розробкою Спрингфілдського арсеналу. Зрештою армія обрала T-44 замість AR-10 та T-48.
ArmaLite продовжував продавати AR-10 на основі обмеженого виробництва гвинтівок в їх голлівудській майстерні. Зараз ці вироблені майже в ручну обмеженою партією гвинтівки мають назву "Hollywood" model AR-10. В 1957 році Fairchild/ArmaLite продали ліцензію на п'ятирічне виробництво AR-10 голландському виробнику зброї 'Artillerie Inrichtingen (AI). Перевівши креслення AR-10 в метричні одиниці, AI виявили, що голлівудська версія AR-10 має багато недоліків і внесли численні зміни в конструкцію AR-10, як вносилися протягом всього часу виробництва гвинтівки в Нідерландах. Історики зброї розділяють гвинтівку AR-10 виробництва компанії AI на три версії AR-10: "Суданська", "Перехідна" та "Португальська" моделі AR-10. Суданська версія отримала свою назву через продаж партії в приблизно 2500 гвинтівок AR-10 уряду Судану, а Перехідна названа так через внесення змін в конструкцію після досвіду використання гвинтіки в Судані. Португальська модель є покращеною гвинтівкою яку продавали ВПС Португалії для озброєння парашутистів. Хоча виробництво AR-10 компанією AI перевищило кількість гвинтівок яку випустила ArmaLite в голлівудській майстерні, гвинтівок було все ще мало, оскільки продажі іноземним арміям були невисокими. Для використання у збройних силах гвинтівку AR-10 в невеликій кількості закупили Гватемала, Бірма, Італія, Куба, Судан та Португалія, в результаті за чотири роки було випущено менше 10000 одиниць. Жодне покращення конструкції та виробництва які зробила компанія AI ніколи не перейшло або не використовувалося компанією ArmaLite.
Розчарована в продажах AR-10, Fairchild ArmaLite вирішила припинити співрацю з Artillerie Inrichtingen і сконцентруватися на виробництві дрібнокаліберної версії AR-10 на запит ВПС США. Прототип був зменшеною версією голлівудської гвинтівки AR-10 для використання набою .223 Remington (5.56 мм). В результаті цього з'явилася гвинтівка ArmaLite AR-15, яку розробили Юджин Стоунер, Джим Салліван та Боб Фрімонт під набій калібру 5.56 мм. ArmaLite знов представила AR-10, цього разу використавши конструкцію яка походить від оригінальних голлівудських прототипів 1956 року і назвала її AR-10A. Не взмозі випускати гвинтівку в належній кількості, компанія ArmaLite ліцензувала обидві конструкції компанії Colt на початку 1959 року. Цього ж року головний офіс, інженерний та виробничий цехи ArmaLite переїхали за новою адресою 118 East 16th Street в Коста-Меса, Каліфорнія.
Розчарована в затримках виробництва компанією AI та низькими проадажами AR-10, Fairchild вирішила не поновлювати ліцензію для Artillerie Inrichtingen на виробництво AR-10. В 1962 році розчарувавшись нидькими доходами ArmaLite, які в основному отримували за рахунок ліцензування, Fairchild припинила співпрацю з ArmaLite.
Після продажі конструкцій AR-10 та AR-15 компанії Кольт, у ArmaLite не залишилося життєздатної основної піхотної зброї для пропонування потенціальним виробникам та кінцевим користувачам. Потім ArmaLite розробиnа серію менш дорогих гвинтівок під набої калібрів 7,62 мм та 5,56 мм. Гвинтівка під набій 7,62 мм НАТО отримала позначення AR-16. AR-16 та інша нова розробка ArmaLite отримала більш традиційну автоматику з газовим поршнем разом із штампованою та звареною сталевою конструкцією замість алюмінієвих поковок. Завдяки успіху FN FAL, H&K G3 та американській M14, гвинтівку 7,62 мм AR-16 (не треба плутати з M16) випускали лише дослідні партії. Іншим проєктом компанії ArmaLite була AR-17, двозарядну самозарядну рушницю з коротким ходом затвора вагою лише 2,5 кг завдяки використанню в конструкції алюмінію та пластику; було випущено лише 1200 одниць.
В 1963 році було розпочато розробку гвинтівки AR-18, яка була "зменшеним" варіантом гвинтівки AR-16 під набій 5,56 мм з новою газовідводною системою з коротким ходом поршню замість системи Стоунера з прямою дією порохових газів на затворну раму, як у гвинтівок AR-10 та AR-15. Разом з AR-18, Арт Міллер розробив самозарядну версію AR-180. Однак успіх продажів AR-15 у всьому світі американським військовим та іншим країнам засвідчив, що AR-18 зазнала невдачі, а тому компанія не отримала замовлень на виробництво. У відповідь на критику характеристик гвинтівки на випробуваннях військовими в Сполучених Штатах та Великій Британії, до первісної конструкцію було внесено кілька незначних поліпшень, але більше нічого не міняли. ArmaLite випустила кілька гвинтівок AR-18 та AR-180 на своїх потужностях в Коста-Меса, а пізніше продали ліцензію на виробництво компанії Howa Machinery Co. з Японії.  Через закони Японії, які забороняли продаж зброї країнам які ведуть війну, а оскільки в той час США вели війну у В'єтнамі, виробництво на заводі Хова було обмеженим. Пізніше ArmaLite продала ліцензію на виробництво компанії Sterling Armaments в Дагенхемі, Велика Британія. Продажі залишалися скромними. Сьогодні, AR-180 найбільше є відомою завдяки використанню в тимчасовій ірландській республіканській армії в Ірландії, яка отримала невелику кількість гвинтівок з чорного ринку. Газовідвідна система та обертовий затвор AR-18 став основою для сучасної родини британської стрілецької зброї, SA80, яка походить від XL65, яка по суті є гвинтівкою AR-18 в конфігурації булпап. Інші конструкції, такі як сінгапурська SAR-80 та німецька G36, створені на базі AR-18. 
Похідною від AR-18 стала серія AR-100. Її випускали в чотирьох конфігураціях: штурмова гвинтівка з закритим затвором AR-101 та карабін AR-102, а також карабін з відкритим затвором AR-103 та легкий кулемет AR-104 з ежекцією магазинів. Зброя повинна була збільшити вогневу потужність і мобільність взводу. Їх не прийняли на озброєння; проте, вони призвели до появи кулемета Ultimax 100.
До 1970-х років, ArmaLite загалом припинила розробку нової гвинтівки і фактично припинила операції. В 1983 році ArmaLite була продана Elisco Tool Manufacturing Company з Філіппін. Інструменти для виготовлення AR-18 з майстерні в Коста-Меса відправили на Філіппіни, в той час як робітники ArmaLite придбали залишкові деталі AR-17 та AR-18.

### Відновлення бренду ArmaLite

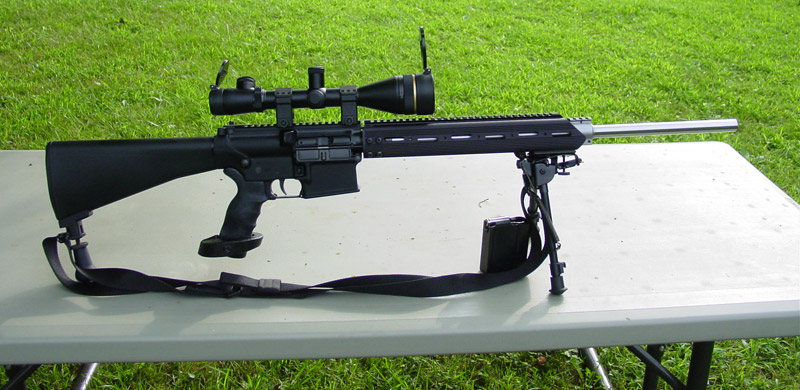
ArmaLite AR-10B

Змінивши кілька власників, брендова назва та логотип лева компанії ArmaLite в 1996 році продали Марку Вестрому, колишньому офіцеру управління озброєнь США і винахіднику снайперської гвинтівки під набій 7,62 НАТО на основі концепції Юджина Стоунера. Компанія продовжила роботу під назвою ArmaLite Inc. Зараз, ArmaLite випускає численні гвинтівки на базі AR-15 та AR-10, а також гвинтівки під набій .50 BMG (AR-50) та модифіковані AR-180 під назвою AR-180B (знято з виробництва 2009). В середині 2000-х років ArmaLite анонсувала появу лінійки пістолетів, в тому числі AR-24 та AR-26 (обидва пістолети також знято з виробництва).
В 2013 році Вестром продав ArmaLite, Inc. Стратегічному корпусу озброєнь, який також є власником AWC Silencers, Surgeon Rifles, Nexus Ammo та McMillan Firearms. Стратегічний корпус озброєнь було сформовано з метою придбання та об'єднання провідних компаній-виробників вогнепальної зброї.

## Продукція
(1954–1983)
- AR-1 "Parasniper", гвинтівка з ковзним затвором (прототип 1954 року, подальшого розвитку не отримав)
- AR-3, 7.62×51 мм НАТО бойова гвинтівка з перевідником вогню (прототип, використовували для випробування характеристик конструкції)[17]
- AR-5, .22 Hornet гвинтівка для виживання з ковзним затвором (1954–1955), повинна була замінити стандартну гвинтівку для виживання в ВПС США.
- AR-7 "Explorer", .22 LR самозарядна гвинтівка для виживання
- AR-9, самозарядна рушниця 12 калібру (1955 прототип, попередник AR-17)
- AR-10, 7.62×51 мм НАТО бойова гвинтівка з перевідником вогню (1955–1959)
- AR-11, .222 Remington гвинтівка з перевідником вогню (прототип, зменшена версія AR-3)
- AR-12, 7.62×51 мм НАТО бойова гвинтівка з перевідником вогню[18]
- AR-13, надшвидкісний багатоствольний кулемет для літаків
- AR-14, .243 Winchester, .308 Winchester, або .358 Winchester самозарядна спортивна гвинтівка (1956)[19][20][21]
- AR-15, .223 Remington гвинтівка з перевідником вогню (зменшена версія AR-10 та попередник гвинтівки M16, розроблена в 1956-1959)
- AR-16, 7.62×51 мм НАТО бойова гвинтівка з перевідником вогню (1959–1960)
- AR-17, самозарядна рушниця 12 калібру[22][23]
- AR-18, .223 Remington гвинтівка з переідником вогню (зменшена версія AR-16, розроблена в 1962–1964)
- AR-180, .223 Remington самозарядна спортивна гвинтівка (цивільна версія AR-18)

(ArmaLite, Inc. 1996–н.ч.)
- AR-10B, .308 Win самозарядна гвинтівка (1994–н.ч.)
- AR-10A, .308 Win самозарядна гвинтівка (2006–н.ч.) (перероблена AR-10 - більшість деталей не сумісна з AR-10B)
- AR-10 SuperSASS, .308 Win самозарядна снайперська система (2006–н.ч.)
- AR-20, .50 BMG однозарядна гвинтівка (1998–1999)
- AR-22, пристрій для холостої стрільби для гранатомета Mk 19 40 мм (1998–2008)
- AR-23, підкаліберний тренувальний пристрій для гранатомета Mk 19 40 мм (1998–2008)
- AR-24, 9 мм пістолет (2006–2012)
- AR-30, .308 Win, .338 Lapua Magnum, .300 WIN MAG гвинтівка з ковзним затвором (1999–2012)
- AR-30A1, .300 WIN MAG, .338 Lapua Magnum гвинтівка з ковзним затвором (2013–н.ч.) (перероблена AR-30; більшість деталей не сумісні з AR-30)
- AR-31, .308 Win гвинтівка з ковзним затвором (2013–н.ч.)
- AR-50, .50 BMG однозарядна гвинтівка (1998–н.ч.)
- AR-180B, 5,56 мм самозарядна гвинтівка (2001–2009)
- M-15, 5,56 мм самозарядна гвинтівка (1994–н.ч.)